# Giorgi Eristavi
Giorgi Eristavi (in georgiano გიორგი ერისთავი?; Samtredia, 4 febbraio 1994) è un ex calciatore georgiano, di ruolo centrocampista.

## Carriera

### Club
Ha giocato nella massima serie dei campionati georgiano e lettone.

## Palmarès

### Club

#### Competizioni nazionali
- Campionato georgiano: 1

Dila Gori: 2014-2015
- Coppa di Lettonia: 1

Liepāja: 2017